# Peter Carl Fabergé

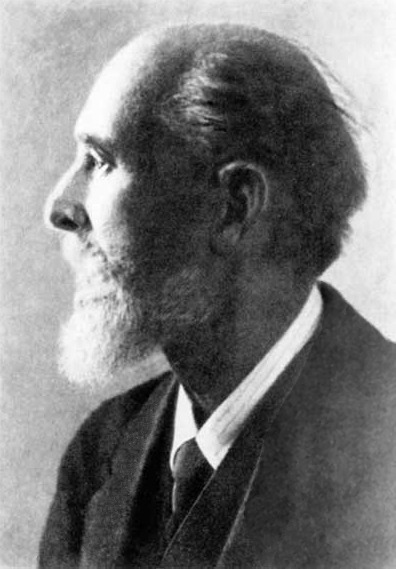
Peter Carl Fabergé

Peter Carl Fabergé (russisch Петер Карл Фаберже; * 18. Maijul. / 30. Mai 1846greg. in Sankt Petersburg; † 24. September 1920 in Pully bei Lausanne) war ein russländischer Goldschmied und Juwelier. Berühmtheit erlangte er durch seine überaus kunstvollen und meisterhaft gearbeiteten Schmuckstücke und dekorativen Objekte, insbesondere die sogenannten Fabergé-Eier.

## Leben

### Familie und Jugend
Fabergés Vater war der Goldschmied und Juwelier Gustav Fabergé (1814–1893), dessen hugenottische Vorfahren 1685 aus der Picardie ins brandenburgische Schwedt und um 1800 weiter ins russische Ostseegouvernement Livland emigriert waren. Seine Mutter Charlotte Marie, geborene Jungstedt, war die Tochter eines dänischen Malers. Der Vater hatte 1842 eine Goldschmiedewerkstatt und Juweliergeschäft in der Petersburger Bolschaja Morskaja uliza Nr. 12 eröffnet. In seiner Geburtsstadt besuchte Fabergé die deutschsprachige evangelische Annenschule.
Die Familie zog 1860 nach Dresden, wo die beiden Söhne Peter Carl und Agathon (1862–1895) ihre Ausbildung erhielten. Peter Carl Fabergé wurde 1861 in der Kreuzkirche konfirmiert. Er besuchte die Dresdner Handelsschule, um sich auch auf die kaufmännische Führung des Geschäfts vorzubereiten, und besichtigte regelmäßig die Schätze des Grünen Gewölbes. Es folgten Bildungsreisen zu bekannten Juwelieren in England, Italien und vor allem Paris (u. a. Cartier und Boucheron), Studien an der Pariser Handelsschule sowie eine kurze Goldschmiedelehre in Frankfurt. Fabergé kehrte 1864 nach St. Petersburg zurück, wo er seine Ausbildung bei Hiskias Pendin, Freund und Teilhaber seines Vaters, fortsetzte. Schließlich übernahm er 1872 selbst die Leitung des väterlichen Juweliergeschäfts. Im selben Jahr heiratete er Augusta Julia Jacobs (1851–1925), Tochter des schwedischstämmigen Hofschreiners Gottlieb Jacobs, mit der er vier Söhne bekam.

### Karriere als Juwelier
Zunächst arbeitete Fabergé als Juwelier, daneben in der Petersburger Eremitage. Gemeinsam mit dem Bruder setzte er die umfangreiche Schmucksammlung instand, restaurierte zahlreiche Stücke, schätzte ihren Wert und katalogisierte sie. Diese Tätigkeit inspirierte die Fabergés, Geschmeide in altrussischem Stil nachzuempfinden und in der eigenen Werkstatt anzufertigen, teilweise als originalgetreue Kopien. Diese Geschäftsstrategie brachte ihnen erste Erfolge. Im Laufe der Jahre stieg ihr Unternehmen vor der 1854 gegründeten Moskauer Goldschmiedewerkstatt von Pawel Owtschinnikow zum bedeutendsten seiner Art in Russland auf.

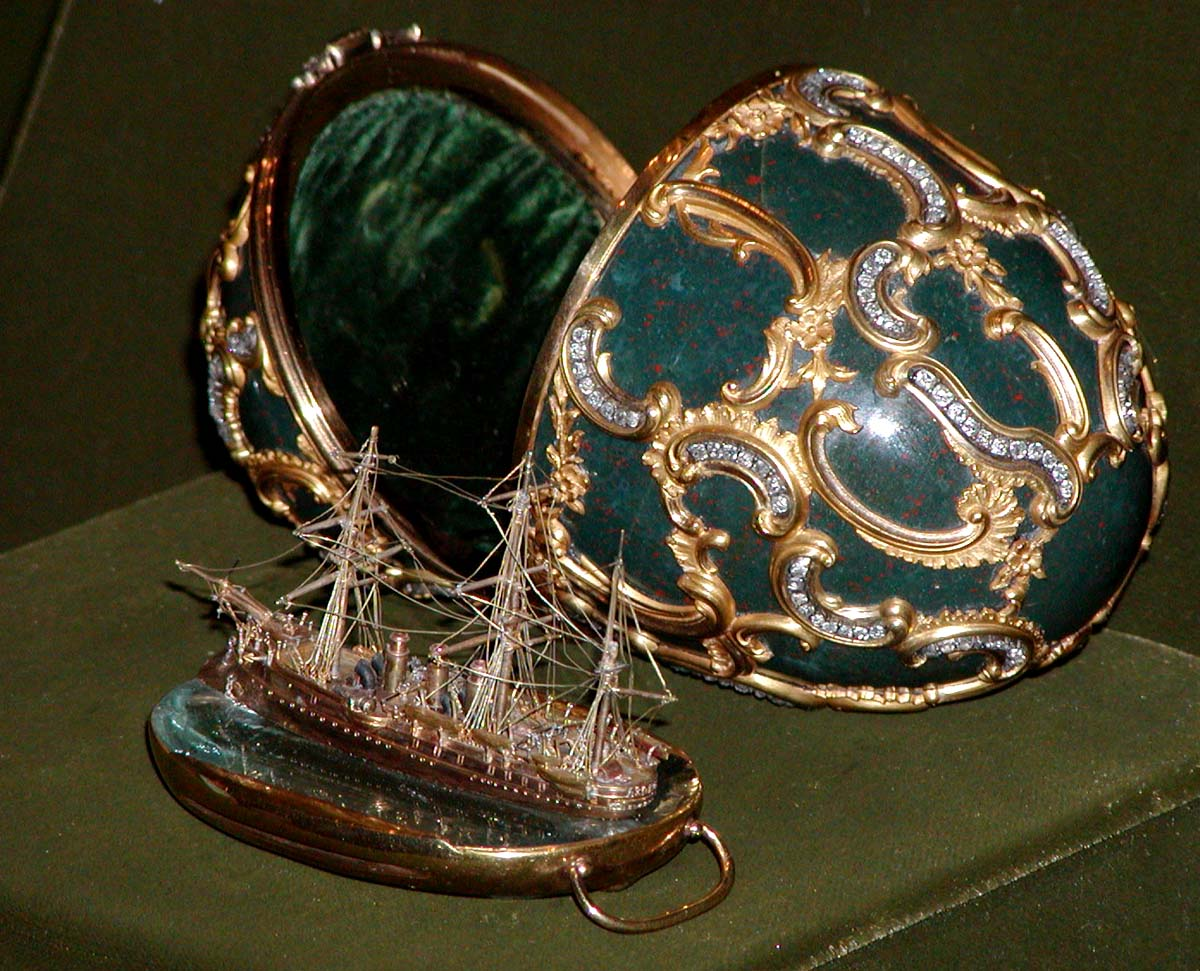
„Erinnerung-an-Asow-Ei“, 1891

Der Durchbruch gelang den Fabergés, nachdem sie auf der Allrussischen Ausstellung 1882 in Moskau einige kostbare Arbeiten an den Kaiser Alexander III. verkaufen konnten. Für das erste der Fabergé-Eier verlieh er Peter Carl Fabergé eine Goldmedaille. Diese Ehrung verdankte das Atelier u. a. Eric Kollin, einem finnischen Goldschmied, der die Idee hatte, das traditionelle russische Osterbrauchtum mit Goldschmiedekunst zu verbinden.

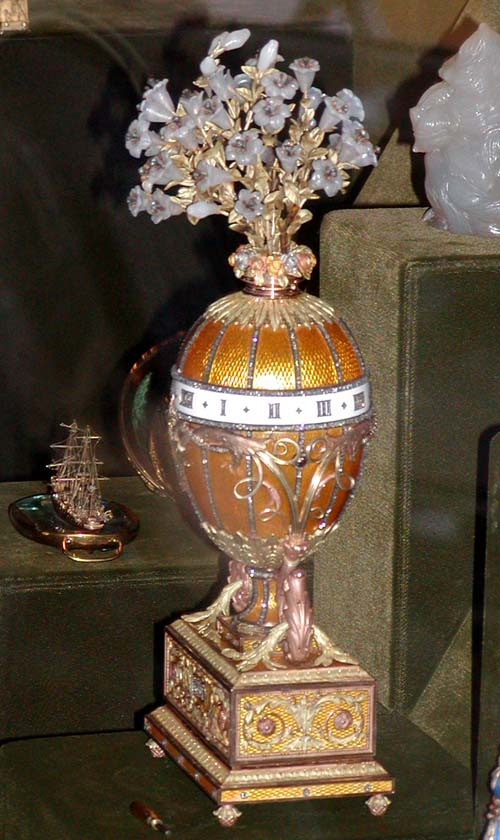
„Uhr-Ei“ auch „Madonna-Lilien-Ei“ oder „Lilien-Uhr-Ei“, 1899

In der Folge entstand zu jedem Osterfest ein Fabergé-Ei, das der Kaiserin Maria Fjodorowna, geb. Dagmar von Dänemark, zum Geschenk gemacht wurde. Fabergé gewann dafür renommierte Juweliermeister wie Michail Jewlampjewitsch Perchin und Henrik Wigström. Nach 1895 ließ Alexanders Sohn und Nachfolger Nikolaus II. je zwei Eier anfertigen, die er der Kaiserin Alexandra Fjodorowna, geb. Alix von Hessen-Darmstadt und seiner Mutter schenkte.

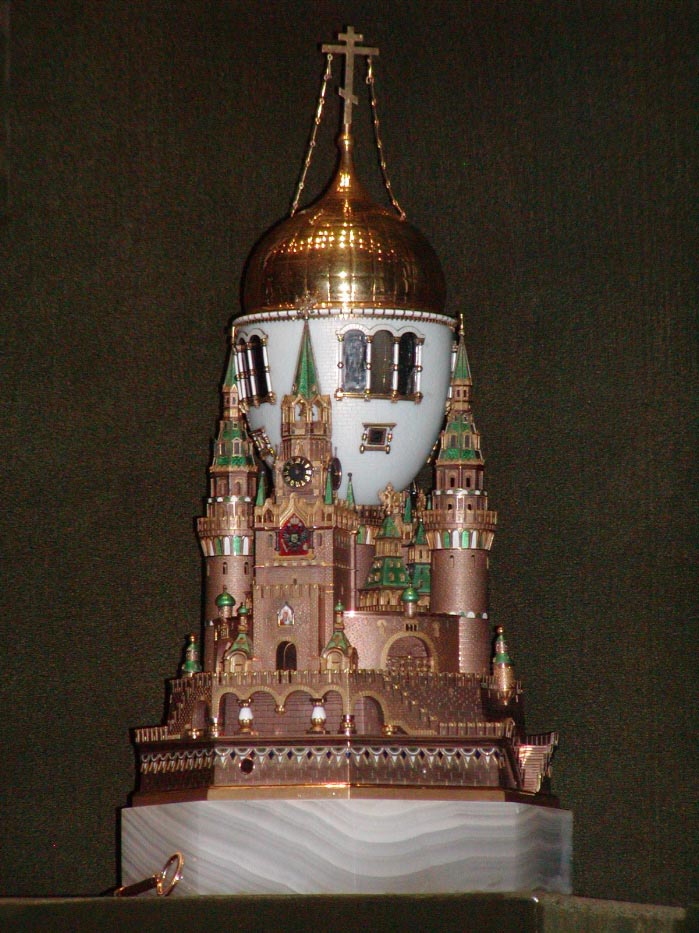
„Mariä-Entschlafens-Kathedralen-Ei“, 1906, signiert Fabergé, Moskau, Kreml

Mit den Kronjuwelen, den offiziellen Krönungsgeschenken an Nikolaus II. und vielen von der Zarenfamilie in Auftrag gegebenen Arbeiten, zumeist originalgetreuen Kopien – nicht einmal der Zar selbst konnte seine Tabakdose von einer Replik zum Gebrauch in der Sommerresidenz unterscheiden –, entstanden bis 1916 die meisten Werke Fabergés, der nun den Titel des Kaiserlichen Hofjuweliers trug. Auf der Höhe seines Erfolgs, als Fabergé neben Tafelsilber, Tischuhren und dekorativen Skulpturen auch Metallschnitzereien nach Vorbildern der russischen Volkskunst herstellte – daneben aber auch billigen Modeschmuck in „westlichem“ Stil aus der Serienproduktion mit Strass und unedlen Metallen –, unterhielt die Familie Niederlassungen in Moskau, Odessa, Kiew und London mit mehr als 700 Mitarbeitern, davon alleine 500 am Stammsitz in Sankt Petersburg. Von 1882 bis 1917 entstanden ungefähr 150.000 Stücke. 1897 verlieh das schwedische Königshaus Peter Carl Fabergé den Titel des Königlichen Hofgoldschmieds. Im Jahre 1898 stellte er für Émile Zola eine riesige silberne, reich vergoldete und mit Email geschmückte Vase in „altrussischem Stil“ her. Sie war von Offizieren der Garnison in Orel sowie von Großgrundbesitzern in Auftrag gegeben worden und trug eine russische Inschrift (übersetzt: „Es lebe Zola! Es lebe Recht und Wahrheit!“).
Sein Werk war im Jahr 1900 der Beitrag Russlands bei der Weltausstellung in Paris.

### Exil und Tod
Die Oktoberrevolution 1917 machte die Fortführung des Geschäfts unmöglich: Fabergé wurde enteignet, seine Fabriken und Geschäfte wurden verstaatlicht. 1918 war er gezwungen, nach Finnland und später nach Wiesbaden zu fliehen. Sein Lebenswerk wurde zerstört, was ihn schwer belastete und seinen Gesundheitszustand dramatisch verschlechterte. Fabergé starb in Lausanne in der Schweiz und wurde mit seiner Frau Augusta auf dem Cimetière du Grand Jas in Cannes bestattet. Seine Söhne Eugène und Alexander gründeten das Juwelierunternehmen nach seinem Tode neu.

## Fabergé im 20. und 21. Jahrhundert

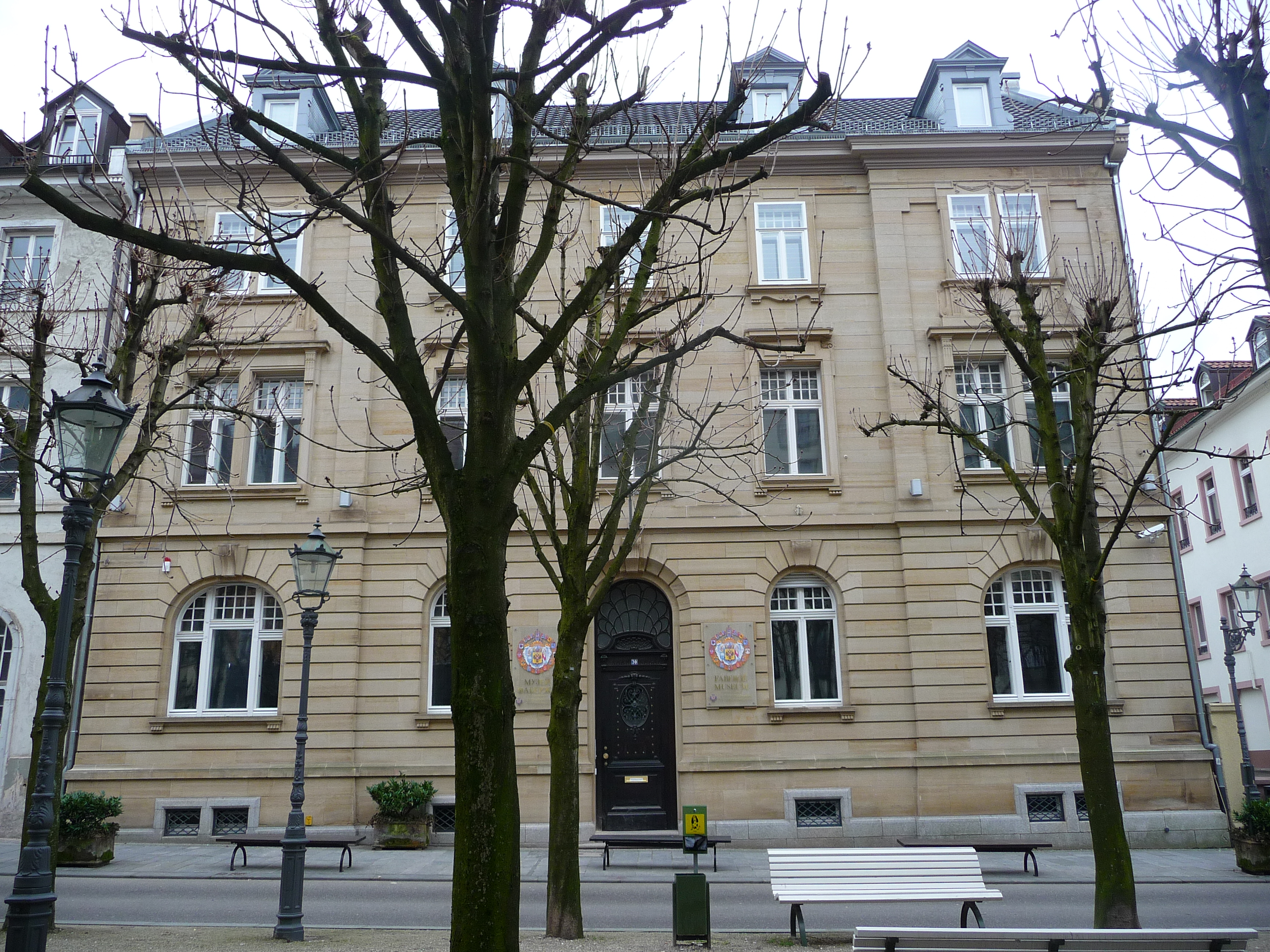
Fabergé Museum in Baden-Baden

Die Tradition Fabergés wurde von 1989 bis 2009 durch die Pforzheimer Juwelenmanufaktur Victor Mayer – als einzigem von Fabergé autorisiertem Werkmeister – nach längerer Unterbrechung wieder aufgegriffen und weitergeführt. Während dieser zwei Dekaden entstanden Werkstücke unter Verwendung der gleichen, heute äußerst seltenen Handwerkstechniken.
Das erste Fabergé-Ei, das nach der Oktoberrevolution wieder offiziell Einzug in den Kreml hielt, war das „Gorbatschow-Friedens-Ei“, das dem ehemaligen Präsidenten der Sowjetunion 1991 anlässlich der Verleihung des Friedensnobelpreises überreicht wurde. Das aus Gold, Silber, Email, Diamanten und Rubinen gestaltete Gorbatschow-Friedens-Ei ist auf fünf Exemplare limitiert. Nur zwei Exemplare sind weltweit ausgestellt: Gorbatschows persönliches Exemplar in der Kreml-Rüstkammer in Moskau sowie das Werksexemplar, das 1993 dem Schwabacher Stadtmuseum übergeben wurde.
Die Wiedereinführung von Fabergé in Russland wurde zu Ostern 2001 am 12. April bei einer Galaveranstaltung in der Rüstkammer des Kremls gefeiert. Zu den Exponaten in der Rüstkammer des Kremls gehört auch das bislang aufwändigste von Werkmeister Victor Mayer für Fabergé geschaffene Ei-Objekt: das „Mondphasen-Ei“. Für die Fertigstellung benötigten die Kunsthandwerker mehr als 18 Monate. Die Mondphasen zeigt das Kunstwerk in einer Kuppel aus geschliffenem Bergkristall, die Stunden werden in einem kleinen Sichtfenster aus Bergkristall angezeigt.
2009 beendete Fabergé die Praxis der Lizenzierung und übernahm die direkte Kontrolle über Design, Herstellung und Distribution. Victor Mayer bleibt dennoch ein wichtiger Zulieferer für Fabergé.
Eine der bedeutendsten Privatsammlungen von Fabergé-Eiern war die des amerikanischen Medienunternehmers Malcolm Forbes. 2004 verkauften dessen Erben die neun Eier für etwa 90 bis 120 Millionen US-Dollar an den russischen Geschäftsmann Wiktor Wekselberg. Zusammen mit anderen Stücken seiner Link of Times-Sammlung werden die Eier im Petersburger Schuwalow-Palast ausgestellt.
Am 9. Mai 2009 wurde das Fabergé Museum in Baden-Baden eröffnet.